# Prothoe menodora
Prothoe menodora är en fjärilsart som beskrevs av Hans Fruhstorfer 1906. Prothoe menodora ingår i släktet Prothoe och familjen praktfjärilar. Inga underarter finns listade i Catalogue of Life.